# Maurice Richard
Joseph Henri Maurice Richard (4 de agosto de 1921 - 27 de maio de 2000) foi um canadense profissional em hóquei no gelo representante do Montreal Canadiens da NHL de 1942 a 1960. Richard foi o primeiro jogador da NHL a marcar 50 gols. Ele terminou sua carreira com 544 gols na temporada regular] com 82 pontos nos playoffs, que incluiu um recorde de seis vencedores de horas extras (superado apenas por Joe Sakic, que tem oito) e liderou a liga em metas de cinco vezes. Ele também acumulou 421 assistências para um total de 965 pontos em 978 jogos. Aposentou-se como melhor marcador da NHL de todos os tempos de liderança.

## Vida pessoal
Nascido em 4 de agosto de 1921, Maurice Richard era o mais velho dos oito filhos (Maurice, Henri, Claude, René e Jacques, Rollande, Marguerite e Georgette), progenitores Onésime e Alice Richard. Onésime e Alice haviam se mudado da Gaspé região de Nouveau-Bordeaux, para que Onésime poderia trabalhar como mecânico na Canadian Pacific Railway. Aos quatro anos, Richard começou a jogar hóquei no gelo em um ringue de quintal, construído por seu pai. Como um adolescente, Richard se destacou no beisebol e no boxe. Ele jogou hóquei tanto quanto podia, às vezes duas vezes por noite, por quatro jogos no fim de semana. Para jogar em mais de uma equipe, Richard adotou vários apelidos, o mais conhecido como Maurice Rochon.

## Morte
Richard morreu de câncer abdominal em 27 de maio de 2000. Após sua morte, Maurice recebeu várias homenagens de equipes da NHL, representando seu apelido e seu número oficial em camisetas. Maurice recebeu um monumento em Gatineau, Quebec.

## Galeria

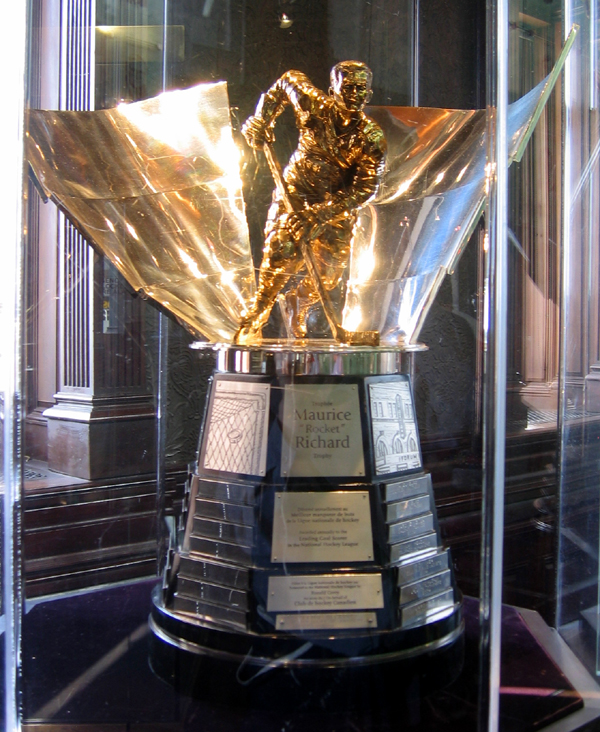
Troféu Richard Maurice, em homenagem ao jogador.
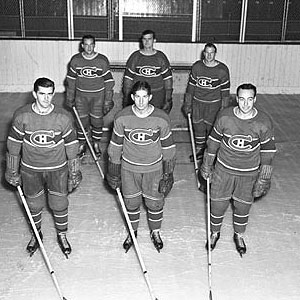
Maurice Richard (à esquerda inferior).
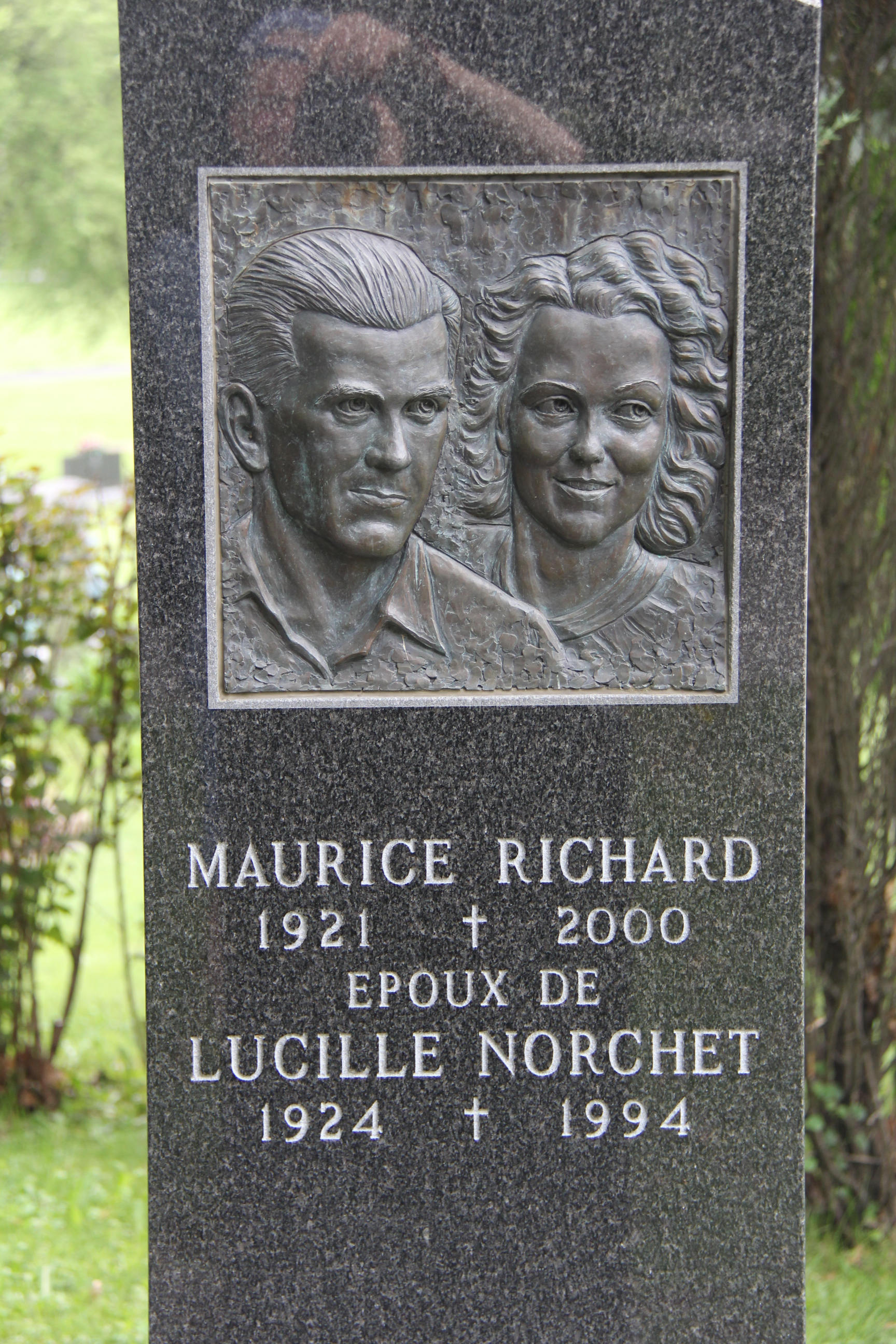
Maurice Richard (à esquerda) do lado de Lucille Norchet.
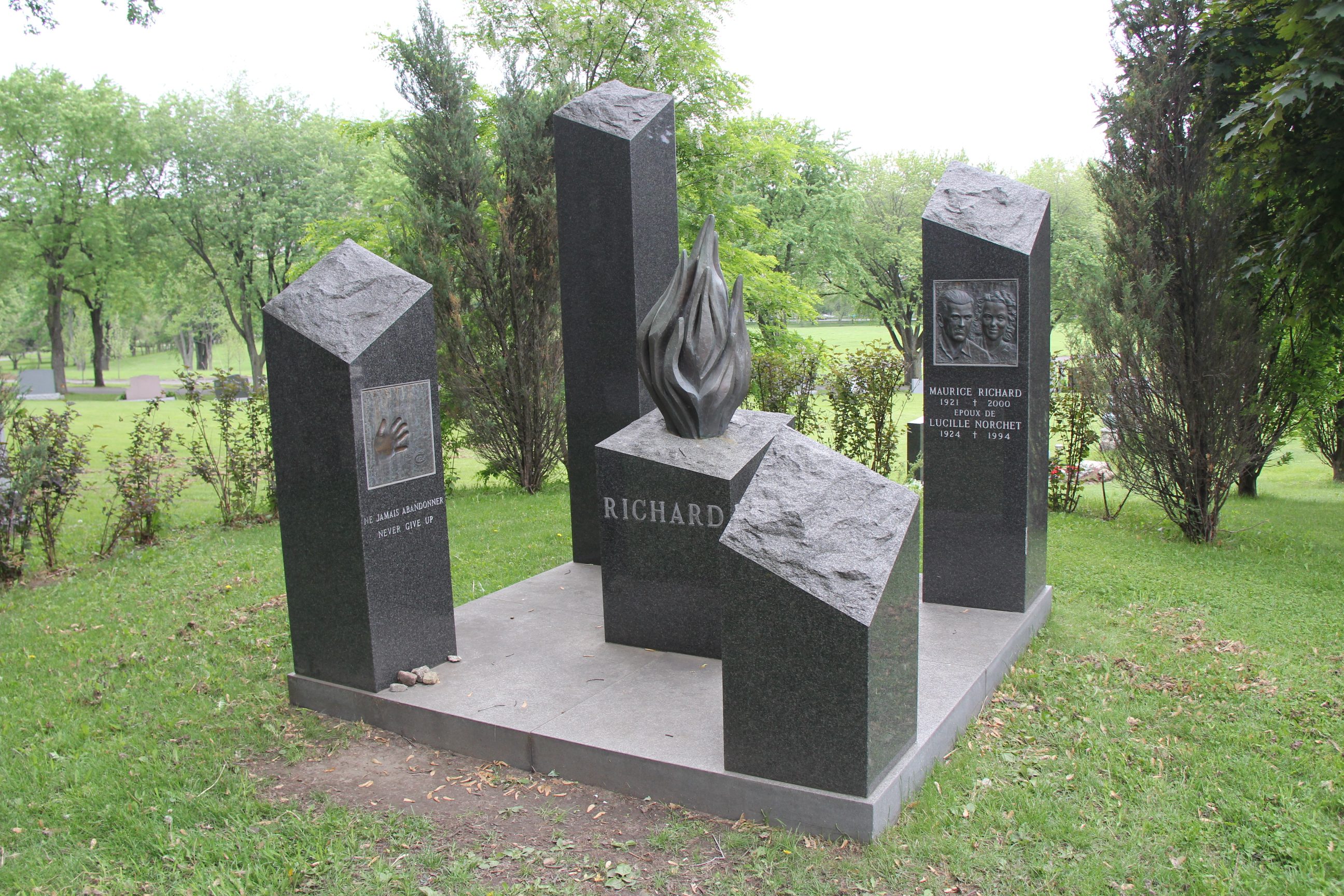
Lápide de Maurice Richard em Montreal, Canadá.

## Estatísticas da carreira
| 1942–43            | Montreal Junior Canadiens | QJHL               | 16  | 5   | 6   | 11  | 4    | —   | —  | —  | —   | —   |
| 1943–44            | Montreal Canadiens        | NHL                | 46  | 32  | 22  | 54  | 45   | 9   | 12 | 5  | 17  | 10  |
| 1944–45            | Montreal Canadiens        | NHL                | 50  | 50  | 23  | 73  | 46   | 6   | 6  | 2  | 8   | 10  |
| 1945–46            | Montreal Canadiens        | NHL                | 50  | 27  | 21  | 48  | 50   | 9   | 7  | 4  | 11  | 15  |
| 1946–47            | Montreal Canadiens        | NHL                | 60  | 45  | 26  | 71  | 69   | 10  | 6  | 5  | 11  | 44  |
| 1947–48            | Montreal Canadiens        | NHL                | 53  | 28  | 25  | 53  | 89   | —   | —  | —  | —   | —   |
| 1948–49            | Montreal Canadiens        | NHL                | 59  | 20  | 18  | 38  | 110  | 7   | 2  | 1  | 3   | 14  |
| 1949–50            | Montreal Canadiens        | NHL                | 70  | 43  | 22  | 65  | 114  | 5   | 1  | 1  | 2   | 6   |
| 1950–51            | Montreal Canadiens        | NHL                | 65  | 42  | 24  | 66  | 97   | 11  | 9  | 4  | 13  | 13  |
| 1951–52            | Montreal Canadiens        | NHL                | 48  | 27  | 17  | 44  | 44   | 11  | 4  | 2  | 6   | 6   |
| 1952–53            | Montreal Canadiens        | NHL                | 70  | 28  | 33  | 61  | 112  | 12  | 7  | 1  | 8   | 2   |
| 1953–54            | Montreal Canadiens        | NHL                | 70  | 37  | 30  | 67  | 112  | 11  | 3  | 0  | 3   | 22  |
| 1954–55            | Montreal Canadiens        | NHL                | 67  | 38  | 36  | 74  | 125  | —   | —  | —  | —   | —   |
| 1955–56            | Montreal Canadiens        | NHL                | 70  | 38  | 33  | 71  | 89   | 10  | 5  | 9  | 14  | 24  |
| 1956–57            | Montreal Canadiens        | NHL                | 63  | 33  | 29  | 62  | 27   | 10  | 8  | 3  | 11  | 8   |
| 1957–58            | Montreal Canadiens        | NHL                | 28  | 15  | 19  | 34  | 28   | 10  | 11 | 4  | 15  | 10  |
| 1958–59            | Montreal Canadiens        | NHL                | 42  | 17  | 21  | 38  | 27   | 4   | 0  | 0  | 0   | 2   |
| 1959–60            | Montreal Canadiens        | NHL                | 51  | 19  | 16  | 35  | 50   | 8   | 1  | 3  | 4   | 2   |
| Totalização da NHL | Totalização da NHL        | Totalização da NHL | 978 | 544 | 421 | 965 | 1285 | 133 | 82 | 44 | 126 | 188 |